# Europacupen i kast 2025
Europacupen i kast 2025 (engelska: European Throwing Cup 2025) hölls mellan den 15 och 16 mars 2025 i Nicosia på Cypern. Det var den 24:e upplagan av Europacupen i kast.

## Resultat

### Herrar

#### Seniorer
| Gren           | Guld                        | Guld             | Silver                         | Silver       | Brons                     | Brons        |
| Kulstötning    | Nick Ponzio · Italien       | 20,60 m          | Silas Ristl · Tyskland         | 20,27 m 0PB0 | Jesper Arbinge · Sverige  | 19,93 m      |
| Diskuskastning | Henrik Janssen · Tyskland   | 65,77 m EL, 0SB0 | Kristjan Čeh · Slovenien       | 65,69 m 0SB0 | Martynas Alekna · Litauen | 63,96 m 0SB0 |
| Släggkastning  | Bence Halász · Ungern       | 78,75 m 0SB0     | Volodymyr Myslyvčuk · Tjeckien | 77,98 m 0PB0 | Thomas Mardal · Norge     | 77,43 m 0SB0 |
| Spjutkastning  | Ioannis Kiriazis · Grekland | 84,38 m EL       | Giovanni Frattini · Italien    | 82,78 m 0SB0 | Cyprian Mrzygłód · Polen  | 82,46 m 0SB0 |

#### U23
| Gren           | Guld                      | Guld                 | Silver                           | Silver       | Brons                            | Brons        |
| Kulstötning    | Tizian Lauria · Tyskland  | 19,55 m 0SB0         | Jarno van Daalen · Nederländerna | 19,54 m 0PB0 | Miika Lahtonen · Finland         | 18,70 m      |
| Diskuskastning | Steven Richter · Tyskland | 60,72 m              | Marcos Moreno · Spanien          | 59,47 m      | Jarno van Daalen · Nederländerna | 57,79 m 0SB0 |
| Släggkastning  | Iosef Kesides · Cypern    | 72,96 m EU23L, NU23R | Miklós Csekö · Ungern            | 71,54 m 0PB0 | Ioannis Korakidis · Grekland     | 71,08 m 0SB0 |
| Spjutkastning  | Nick Thumm · Tyskland     | 77,09 m 0PB0         | Lucio Claudio Visca · Italien    | 74,39 m 0PB0 | Oisín Joyce · Irland             | 73,86 m 0SB0 |

### Damer

#### Seniorer
| Gren           | Guld                       | Guld         | Silver                      | Silver       | Brons                        | Brons        |
| Kulstötning    | Jessica Inchude · Portugal | 19,21 m 0PB0 | Katharina Maisch · Tyskland | 18,58 m      | María Belén Toimil · Spanien | 17,37 m      |
| Diskuskastning | Vanessa Kamga · Sverige    | 63,25 m 0VB0 | Liliana Cá · Portugal       | 62,66 m 0SB0 | Marike Steinacker · Tyskland | 61,57 m 0SB0 |
| Släggkastning  | Silja Kosonen · Finland    | 77,07 m 0VB0 | Rose Loga · Frankrike       | 72,87 m      | Sara Fantini · Italien       | 72,37 m 0SB0 |
| Spjutkastning  | Adriana Vilagoš · Serbien  | 66,88 m 0VB0 | Sigrid Borge · Norge        | 62,62 m 0SB0 | Sara Kolak · Kroatien        | 59,66 m 0SB0 |

#### U23
| Gren           | Guld                                  | Guld                | Silver                 | Silver       | Brons                       | Brons        |
| Kulstötning    | Pınar Akyol · Turkiet                 | 16,15 m 0=SB0       | Anna Musci · Italien   | 16,12 m 0PB0 | Maria Rafailidou · Grekland | 15,74 m 0SB0 |
| Diskuskastning | Marie-Josée Bovele-Linaka · Frankrike | 57,37 m EU23L, 0PB0 | Anna Gavigan · Irland  | 53,91 m 0PB0 | Lea Bork · Tyskland         | 53,65 m      |
| Släggkastning  | Nicola Tuthill · Irland               | 69,74 EU23L         | Thea Löfman · Sverige  | 69,06 0SB0   | Aileen Kuhn · Tyskland      | 67,25 0SB0   |
| Spjutkastning  | Petra Sičaková · Tjeckien             | 60,26 EU23L, 0SB0   | Mirja Lukas · Tyskland | 58,91 0PB0   | Rabiye Çiçek · Turkiet      | 52,41 0PB0   |

## Medaljtabell
*   Värdland ( Cypern)
| Nr                   | Nation               | Guld | Silver | Brons | Totalt |
| -------------------- | -------------------- | ---- | ------ | ----- | ------ |
| 1                    | Tyskland             | 4    | 3      | 3     | 10     |
| 2                    | Italien              | 1    | 3      | 1     | 5      |
| 3                    | Irland               | 1    | 1      | 1     | 3      |
| 3                    | Sverige              | 1    | 1      | 1     | 3      |
| 5                    | Frankrike            | 1    | 1      | 0     | 2      |
| 5                    | Portugal             | 1    | 1      | 0     | 2      |
| 5                    | Tjeckien             | 1    | 1      | 0     | 2      |
| 5                    | Ungern               | 1    | 1      | 0     | 2      |
| 9                    | Grekland             | 1    | 0      | 2     | 3      |
| 10                   | Finland              | 1    | 0      | 1     | 2      |
| 10                   | Turkiet              | 1    | 0      | 1     | 2      |
| 12                   | Cypern*              | 1    | 0      | 0     | 1      |
| 12                   | Serbien              | 1    | 0      | 0     | 1      |
| 14                   | Nederländerna        | 0    | 1      | 1     | 2      |
| 14                   | Norge                | 0    | 1      | 1     | 2      |
| 14                   | Spanien              | 0    | 1      | 1     | 2      |
| 17                   | Slovenien            | 0    | 1      | 0     | 1      |
| 18                   | Kroatien             | 0    | 0      | 1     | 1      |
| 18                   | Litauen              | 0    | 0      | 1     | 1      |
| 18                   | Polen                | 0    | 0      | 1     | 1      |
| Totalt (20 nationer) | Totalt (20 nationer) | 16   | 16     | 16    | 48     |